# 哈伍德鎮區 (伊利諾伊州尚佩恩縣)
哈伍德鎮區（英語：Harwood Township）是位於美國伊利諾伊州尚佩恩縣的一個行政鎮區。

## 地方資料
根據2010年美國人口普查的數據，哈伍德鎮區的面積為95.50平方千米，當中陸地面積為95.40平方千米，而水域面積為0.10平方千米。當地共有人口632人，而人口密度為每平方千米6.62人。